# ACS Chemical Health & Safety
ACS Chemical Health & Safety (nach ISO 4-Standard in Literaturzitaten mit ACS Chem. Health Saf. abgekürzt) ist eine zweimonatlich erscheinende Fachzeitschrift, die von der American Chemical Society herausgegeben wird. Die Erstausgabe erschien im Januar 2020, als die Zeitschrift das Journal of Chemical Health and Safety, welches bis zu diesem Zeitpunkt von Elsevier herausgegeben wurde, abgelöst hat. Die Zeitschrift veröffentlicht Artikel, die Forschungsergebnisse, Sicherheitsinformationen, Aktualisierungen von Vorschriften sowie wirksame chemische Hygienepraktiken und Tools zur Gefahrenbewertung beinhalten. Als Leser werden vor allem Wissenschaftler, Sicherheitsexperten und auch nicht-forschendes Personal angesprochen, die in verschiedenen Bereichen arbeiten, in denen Chemikalien verwendet oder gefährliche Abfälle erzeugt werden.
Aktuelle Chefredakteurin ist Mary Beth Mulcahy vom Global Chemical and Biological Security (GCBS) Programm der Sandia National Laboratories in Albuquerque (New Mexico, Vereinigte Staaten).